# LIAR GAME
『LIAR GAME』（ライアーゲーム）は、甲斐谷忍による日本の漫画作品。またそれを原作としたテレビドラマおよびそれらの作品に登場するゲームトーナメントの名称。「LIAR GAME」とは日本語訳で「嘘つきのゲーム」。テレビドラマは2007年にフジテレビ系列で国内放送され、2014年には韓国でリメイクドラマが制作された。2011年3月時点で単行本の累計発行部数は500万部を突破している。

## 作品解説

### 特徴
『週刊ヤングジャンプ』2005年12号より2015年8号まで不定期連載された。単行本（YJコミックス）は全19巻。
ライアーゲーム・トーナメントで行われるゲームは、いずれも知恵や交渉力・名前の通り嘘をつく力を振り絞り勝ち残るものである。運の要素が関係するゲームも多いが、純粋に運のみで勝敗が決定することはない。また映画『ライアーゲーム -再生-』中では「極限状態における人間の心理を観察する、大変興味深い実験」と言われている。
ライアーゲーム・トーナメントのルールは、いずれかのプレイヤーが自分の利益だけを考えた行動を取った場合のみ主催者側にマージンが発生するように作られている。したがって仮に全てのプレイヤーが結託すれば、誰も得しないかわりに誰も損しないという状況を達成できるが、実際には他人を本当に信頼できるのか疑心暗鬼となり、囚人のジレンマに陥りやすい。このジレンマにどのように対処するかが、本作品の主題の一つである。
本作品に登場するゲームの多くは作者自身が作ったもので、トランプ・ゲームのような既存のゲームを流用したものは亜流のポーカーしかない（2018年4月現在）。また本作品に出てくるゲームは、集団で行われるものが多く、純粋に一対一の戦いになることは少ない。このため他のプレイヤーとの結託や裏切りなどの駆け引きが勝敗を左右する鍵となることが非常に多い。
また、ゲームの性質上多くの心理学の用語が出ている（例：返報性の原理、認知的不協和など）。

### メディア展開
本作品はフジテレビによりドラマ化され、2007年に「Season1」、2009年 - 2010年に続編「Season2」が放送された。一部ストーリーに変更がある。両シーズン共にノベライズ本が販売された。ストーリーは浜崎達也が構成している。
2010年3月6日に劇場版『ライアーゲーム ザ・ファイナルステージ』が公開された。
2012年3月3日に秋山以外のキャストをほぼ一新した劇場版第2弾『ライアーゲーム -再生-』が公開された（詳細はLIAR GAME (テレビドラマ)を参照）。
2014年には韓国版のテレビドラマが制作され、同国のCS局tvNにて放送されている。
2023年にマーダーミステリーを題材にした舞台「LIAR GAME murder mystery」が上演予定。

### あらすじ
周囲から「バカ正直のナオ」と呼ばれるほど、他人を信じやすい女子大生・神崎直。そんな彼女のもとに小包が届けられる。
「LIAR GAMEに参加される場合のみ、この箱をお開けください」という注意書きをよく読みもしないうちに、ナオは小包を開封してしまう。その中には1億円分の札束がしまわれており、「いかなる手段でもかまいません。対戦相手からマネーを奪ってください」と書かれていた。
こうしてナオは、謎の組織「ライアーゲーム事務局(LGT)」が主催するゲーム・トーナメント「ライアーゲーム」の第一回戦「1億円争奪ゲーム」に強制的に参加させられることになった。なんとかゲームを降りようとするが、どこに相談してもまともに取り合ってもらえない。やがて、対戦相手が発表されたが、その相手はナオの中学時代の恩師、藤沢だった。早速藤沢のもとへ向かったナオだったが、藤沢の言葉に惑わされ、まんまと1億円全額騙し取られてしまう。なんとか1億円を取り戻そうと躍起になった直は、出所したばかりの天才詐欺師・秋山深一に助けを求める。秋山の手助けにより、ナオは藤沢から1億円を取り戻すことに成功するものの、勝利の確定後、ナオは藤沢に1億を返した。これで終わりと安心するナオに数日後、第二回戦への案内状が届く。
押し貸しのようにプレイヤーに大金を貸し付け、プレイヤー間で奪い合いを行わせ、敗退したプレイヤーが負った借金を「いかなる手段を用いても回収する」というLGTに対し、ナオは「プレイヤーが協力し、みんなが正直であること（=誰一人儲けるために誰かを陥れようと思わないこと）」を貫けば大金を得ることは無い代わりに、借金を負うことも無いと気づき、他のプレイヤーを救うためにライアーゲームへの参加を続ける。
秋山の協力もあり、対戦したプレイヤーたちを救い、時には他のプレイヤーの借金を肩代わりしながらも、四回戦で大金を獲得した上で、負け抜けることに成功する。しかし、ナオは自らの意思で敗者復活戦（その3）に参戦。自らは決して他人を騙さず、真っ正直に他プレイヤーとの協調を訴え続けたナオは、ここに来て多くのプレイヤーたちの信頼を得て、秋山の策もあり、ここでも他のプレイヤーを救い、借金無しで負け抜けすることに成功。続く五回戦では、より積極的に他の借金を負ったプレイヤーの代理参加として参戦した。
しかし、五回戦は決勝戦であった。しかも、グループ戦となり、ナオはヨコヤのグループに入れられてしまい、秋山と敵対することになってしまう。ヨコヤの策略で、早々と秋山のグループが敗退し、秋山とナオに敵対心を燃やすヨコヤはこれまでに獲得した賞金を原資に、ゲームに勝つことよりも「秋山とナオを負けさせる」ことを目的に自身も敗退する。これでゲームは終了かと思われたが、ルールの不備を突く秋山の布石によって、ゲームは膠着状態に陥ってしまう。
最後は、いつになっても終わらないゲームに対して不満を募らせた白仮面の事務局員のひとりをヨコヤが買収、バックアップもろともシステムを破壊させる。ゲームが続行不可能となったLGTは負けを認め、ライアーゲーム開催の真相を語り始めた。

## 登場人物

### 主要人物
神崎 直（かんざき なお）
本作品の主人公。第1話の時点で18歳。
頭に「バカ」がつくほど正直で、『馬鹿正直のナオ』と言われている。人を信じやすくお人好しな女子大生。例えば作品の冒頭で100円玉をわざわざ交番に届けたり、秋山の「待ってろ」という言葉を鵜呑みにして26時間もの間その場を動かず待ち続けたりするほどであり、ライアーゲームの性質とは正反対な性格である。しかし、ライアーゲームへの参加を続けることで精神的に成長し、フクナガや秋山、さらにはヨコヤまでも騙すことがあった。
約束を守る誠実さ、お人好しと真剣に訴える人柄に裏付けされた求心力は、4回戦終了後にディーラーたちの間でも「心を動かす力はハリモトに負けていない」と評価される。ゲームが進むにつれて、秋山の力を借りずとも自発的な行動ができるほど成長。彼女の動向には秋山やヨコヤ、フクナガを始めとする参加者、さらには事務局のディーラー（特にレロニラ）達も一目置くようになる。
母はナオが幼いころに他界。父は末期癌のためホスピスで療養中。当初は父を心配させないためにもライアーゲームに勝ち、ゲームから早く抜けようと奮闘していたが、次第にライアーゲームの参加者の救済を決意するようになる。ライアーゲームの趣旨・必勝法は「みんなが正直であること（=誰一人儲けるために誰かを陥れようと思わないこと）」だと考え、それを公言し実行していた。その信条は、入札ポーカーにて参加者ほぼ全てに「カンザキナオは自分を裏切らない」という一点で団結させる結果をもたらした。
敗者復活戦その3で敗北したため決勝進出の権利を取りこぼすが、マツワフウマの代理参加をする形で決勝の舞台に臨む。
二回戦時のネームプレートは19番。敗者復活戦（その2）では東軍の大将を務めた。四回戦でのニックネームは「紅一点」。決勝戦の整理番号は5番。
秋山 深一（あきやま しんいち）
本作のもう1人の主人公。27歳（ドラマ版では26歳）。
3年前、かつて母を自殺へと追いやった巨大マルチ「集英商事」を復讐のために破綻させた（通称：秋山事件）天才詐欺師。詐欺師になる前は超名門の帝都大学の普通の大学生で4年生の時に官公庁から内々定をとっていたが、あるきっかけで大学院進学し、心理学を専攻する（『LIAR GAME roots of A』）。
冷静な判断力と大胆な策で、ライアーゲームの勝利と共に、ゲームの裏に隠された真実をも暴き出そうとする。正直者の母とナオを重ねており、ナオの心強い協力者になり、敗者復活戦終了後にカンザキナオにとあるアドバイスをし、それが後のゲームにて大きな恩恵を受ける要因になった。
前科者であるが根は情に厚い人物であり、協力者には報酬を差し出し、特に感染ゲームで本質的に人を裏切れない者には絶対救うと内心誓い、良心を捨てられない者には必ず救いの手を差し出している。一方、私益のために人を裏切り、踏み躙る者には報いを与えることも厭わないが、密輸ゲーム後もヨコヤの言葉にショックを隠し切れず返答も出来ない姿を見せ、後に自虐的に自分を責める繊細な内面を顕にした。
一回戦ではナオの協力者に過ぎなかったが、二回戦からはプレイヤー（タカダミチコ（後述）の代理）として正式にゲームに参加することになった。二回戦時のネームプレートは22番で、代理参加なので名前はタカダミチコになっている。敗者復活戦ではナオの私物として参加し、この時も優れた頭脳を発揮してゲームを完全に支配した。
大学院では心理学、犯罪心理学の分野では日本の権威とも言える丘部教授の薫陶を受け、プレイヤー心理につけこむ作戦が上手い。
四回戦本選ではゲームの流れを逆手に、敗北しながら収益を上げ、これまでの負債を完済した。その後、一度トーナメントから降りるが敗者復活戦（その3）の会場へと向かい、ゲーム直前でサカイマコトの負債を受け継ぎ、代理として再び参加した。
二回戦時のネームプレートは22番。敗者復活戦（その2）では東軍の中堅を務めた。四回戦でのニックネームは「前科者」。決勝戦の整理番号は19番。
福永 ユウジ（ふくなが ユウジ）
ニューハーフで、坊主頭だが女装時は鬘を着用。空手五段の腕前の持ち主で細身ながら荒事にも強い。年齢は不詳。作中登場するプレイヤーの中でもかなり頭が切れる方であり、非常に狡猾・非情、また金に対して貪欲。その性格ゆえにも裏切りも厭わず、幾度となくナオを危機に陥れる。
二回戦では、フクナガのルームメイトの名「ミヤハラヒトミ」を名乗って参加していた。ルームメイト宛てに届いた招待状を持っての代理参加という形である。ただし、二回戦終盤まではそのことを秘密にしており、そのルームメイト本人として振舞っていた。三回戦では、プライドの高い一面も見せ、チームに協力することやヨコヤ打倒のためナオとアキヤマ共にゲームの続行を決意する。2回目の敗者復活戦以降から再び女装して参加。
ハリモトグループにより四回戦予選を敗退するが、「ガヤ」としてナオ・アキヤマと四回戦本戦を共闘する。
3度目の敗者復活戦では、場を支配しようとするヨコヤにただ一人反発したが、惨敗。最後まで自分に賛同したカネコに獲得賞金を渡し、莫大な負債と共に敗退した。
二回戦時のネームプレートは3番。敗者復活戦（その2）では東軍の先鋒を務めた。四回戦でのニックネームは「ニューハーフ」。
横谷 憲彦（よこや のりひこ）
20歳の大学生。三回戦から登場して、その後はナオたちの脅威として立ちはだかる。
大企業の御曹司であり、プライドと支配欲が異常に強く、「ライアーゲームで問われているのは『支配力』だ」と語る。しかし、これを言い出したのは彼の父親であり、ナオはこんな彼を「支配という言葉によって父親に支配されている」と表現した。
ライアーゲームには代理として敗者復活戦から参加している。ライアーゲームに参加した理由は、父親からの2年以内に5億円作り出すという課題を達成するためと、「支配」をするための教育を受けてきた自分にとって格好の舞台と考えたためである。
小学校に入るやいなや、父親に家庭教師を10人もつけられ、勉強漬けの毎日を強いられた。その結果、小学校を卒業するころには微分・積分などを理解し、難関大学の入試問題ですらスラスラと解けるほどの頭脳を手にした。
1941年までのヒトラーを尊敬しており、彼の唯一の失敗は全てを手に入れようとしたことであり、ソ連までをも征服しようなどとは考えずに独ソ不可侵条約を守って第二次世界大戦を早期に終結させていたらヨーロッパのみならず世界の王として君臨し続けただろうと考えている。
数匹のネズミを常に連れているが、これも本人によると「支配される者の卑屈さを身体いっぱいに表している」からであり、秋山やナオに負けたことを悟ると怒りで握り殺している。四回戦でのコードネームは「ネズミ」。
密輸ゲームでは秋山に負けたかのように見えたが、チームメンバーをも騙す形で1人だけ大金を手にした。しかし、その後ナオに「『支配力こそ全て』という主張を捨てた」と看破されたことに怒りを覚え、ドロップアウトの権利を放棄し四回戦にコマを進める。以後、秋山とナオを完膚なきまでに打ち負かすのを目標としている。
イス取りゲームではダミーリーダーであるヤンジャンを利用しガヤ連合を乗っ取りハリモトと秋山を敗退させるのに成功したが、最後はヨコヤメダルを得られなかったその他のガヤ連合メンバーたちによるスクラム妨害作戦をやられ、前日見張りのために一睡もしてなかったことが仇となり突破できず自らも敗退することとなってしまった。しかし「ライアーゲームの正体を知ったためこの後の戦いは全て圧勝する」と豪語し、次のゲームが「入札ポーカー」であることを見事言い当て、10億以上の収益を得た。
戦法は、大金とリスクでプレイヤーの欲望や心理を利用し、巧みな弁舌で場を自分に優位な状況に構成させることに長けているため、支配下の人間と、彼らを使って集めた情報を掌握して優位にゲームを進める。しかし、他人を根本的に信頼せず、ミスには非常に冷淡なため、傘下の人間は容易に利害で裏切ることと、自分に与しない者を屈服させるために動くため私情へ流されやすいことが弱点である。前者は裏切り者が出得ない状況にすることで回避しているが、その隙をキムラに突かれたこともある。

### LGT (LIAR GAME TOURNAMENT) 事務局
補助ディーラーは無地の、メインディーラーはそれぞれ模様が異なる仮面を着用しており、その他の事務局員も基本的に顔を隠している。
レロニラ
二回戦、敗者復活戦（その1）、三回戦のディーラーを務める男。眉間に縦方向の目、眉と目の下の位置に天使の羽根のような模様のある仮面を着用する。常に敬語を喋り、あくまで冷静にゲームの説明や進行を行う。ただし、二回戦（少数決）でプレイヤーから出題されたときはテンションが高い。他のディーラー全員や栗藤までもが気づかない秋山の策を見破るなどディーラーのなかで最も頭がきれる。神崎ナオの鋭さにいち早く気づき早くから注目、また彼女をライアーゲームに入れた理由を「ゲームに刺激を与えるため」と発言していた。ほとんどのディーラーが神崎の影響力や信条を軽視する中、常にその動向を注目している。四回戦本戦では、別室でゲームの状況を監視している一人。その正体は秋山の大学時代の恩師、丘辺教授であり、秋山をライアーゲームに引き込んだ張本人でもある。
ネアルコ
三回戦（密輸ゲーム）で初登場したディーラー。目の上下に菱形の、口元にひげ状の、眉間にしわのような黒い模様のある仮面を着用する。本人曰く機械に弱いらしい。三回戦ではレロニラと共にディーラーを務める。横谷に注目していたため秋山の策に最後まで気づかなかった。それでも秋山やナオ以外のプレイヤーを注目していることが多い。秋山の策に気づかないことが多いが、ハリモトの策に気づくなど（少なくともフォルリよりは）頭が切れる。レロニラと同じく四回戦本戦では別室でゲームの状況を監視している一人。
ソラリオ
敗者復活戦（その2）で初登場したディーラー。右目に太陽のような模様のある仮面を着用する。敗者復活のディーラーにしては頭が切れる。上の二人と同じく、四回戦本戦では別室でゲームの状況を監視している一人。
フォルリ
四回戦予選（第2会場）で初登場したディーラー。右目は赤、左目は青、口元は緑で覆われ、額とあごに黄色い三角形が描かれた仮面を着用する。他のディーラーは髪をポマードで整えているのに対し、一人だけ髪を逆立てている。感心する時や驚いた時にオーバーアクションで声高になるのが特徴。感染ゲーム序盤では正確にプレイヤーの性質・ゲーム状況を把握・分析、歴史に関する知識は咄嗟に正確に出しているが、機械知識や心理方面など門外の知識には弱く、目立って動くプレイヤーに注目して他のプレイヤーの動向を疎かにするなど視野が狭い。上の三人と同じく、四回戦本戦では別室でゲームの状況を監視している一人。
アルサブ
四回戦本戦の『イス取りゲーム』で初登場したディーラー。額に韓国旗のような「太極円」を、左右の頬に「卦」を持ち、目の上下にもギザギザの模様のある仮面を着用。フクナガによると、4回戦予選第1会場（フクナガが参加した会場）のディーラーらしい。偽善、独善を嫌い、過ちを繰り返す人間全体を見下している。その際には、感情的に声を荒らげて批判するなど、フォルリとは違った形で感情の起伏が激しい。
ラブレー
敗者復活戦（その3）のB会場（フクナガやヨコヤが参加した会場）のディーラー。初登場は4回戦本戦で1コマだけ出ている。その正体はヨコヤの父親で、第一回大会を大勝し優勝目前まで駒を進めたほどの実力者である。
シリーン
敗者復活戦（その3）のA会場（ナオとアキヤマ、ハリモトが参加した会場）で初登場したディーラー。
名もなきディーラーたち（白仮面）
ディーラーに代わってゲーム進行の補助をする役目。仮面には何も模様が入っていない。バンカーと呼ばれることもある。
谷村 光男（たにむら みつお）
ナオがライアーゲームについて相談しに行った弁護士だが、実はLGT事務局の人間（ナオが使用する電話帳を細工し、どこにかけても自分に電話がかかるように仕向けている）。ライアーゲームが始まる時に彼女の元に訪れ、参加を促し、説得する。ナオに秋山の過去を教えた人物でもある。ゲームの内容を知らせる度にナオの家を伺っている。事務局の人間で社会的な立場からプレイヤーに接するため素顔で登場するが、二回戦会場でナオを出迎えた際は仮面を着用している。
栗藤（クリフジ）
LGT事務局のスタッフの女性。仮面ではなくマスクに黒いサングラスで顔を隠す。大学で心理学を専攻しており、心理戦を見破ることに長けている。横谷の監視を担当する「案内人」。横谷の恐ろしさを意識し過ぎるあまり、秋山に目が向かなくなる傾向があるが、それでも少なくともフォルリよりは頭が切れ、他のディーラーたちも一目置いている。
アーチア
決勝戦のメインディーラーを務める。柄付きの仮面にローブを纏った、LGT事務局の最高責任者。本名は『タッド・ミヤギ』。日系アメリカ人で元映画監督である。また、神崎直の父親であるような描写（退院後、家で断捨離をしている際に、アーチアと同じ柄付き仮面を「これは大急ぎで捨てなきゃな」とゴミ袋に入れたシーン）が最終話にある。

### 第一回戦
藤沢 和雄（ふじさわ かずお）
54歳。直の中学時代の恩師で、対戦相手。修学旅行の業者からのキックバックに関する出来事が発端で周囲の人間に裏切られる形で退職・離婚。人を信用することができなくなっていた時にLIAR GAMEの招待状が届く。直にゲーム自体が事務局の詐欺の手口であるという説を展開し、ゲーム終了まで預かるという名目で直のマネーを全額奪い取った。しかし、ゲーム終了間際、回収人に変装した秋山にあっさりとマネーを預けてしまったことで敗北。ゲーム終了後、1億円を直と秋山が返してくれたため、借金はなしとなった。
ナオの語るLIAR GAME必勝法のある種の引き分け戦術の原案は、この出来事が発端であると言える。

### 第二回戦
タカダ ミチコ
一回戦で1億円を獲得したが、自責の念に駆られ、全額事務局に返還するために館を訪れた。しかし1億の小切手を渡した若い男性（X、福永のことである）は、ライアーゲームの参加者であったため、ドロップアウトの権利を失ってしまう。絶望して泣いているところに通りかかった秋山が、彼女の代理でゲームに参加することとなる。
マツバラ フミオ
57歳。職業は町工場（鉄工所）経営。ネームプレートは4番。不景気のために、借金また借金の自転車操業であったが、一回戦で2000万円を獲得し、全額借金返済に充てた。しかし、そのために二回戦に参加せざるをえなくなってしまう。男性ではあったが年齢面でXの条件に当てはまらず、また女性だけではチームに必要な人数に足りななかったため、秋山のチームに入ることとなり、その際契約書について色々アドバイスを出した。
マキハラ ユキ
33歳。主婦。ゲームの参加理由は、パチンコで出来た借金。ネームプレートは7番。
タムラ マキコ
21歳。フリーター。ゲームの参加理由は、美容器具を大量に買ったこと。ネームプレートは10番。
西原 玲菜（にしはら れいな）
20歳。専門学校生。ゲームの参加理由は、キャッチセールスに何度も騙されたこと。彼女の漢字名は団結の際に書いた誓約書から分かる。ネームプレートは14番。
ホソエ ジュン
24歳。OL。ゲームの参加理由は、ホストに大金を貢いで多額の借金を作ったこと。ネームプレートは18番。
ミウラ タカヨシ
設定年齢25歳。職業はフリーター。モヒカンの髪型に鼻ピアスが特徴的な男。気さくで、ナオを思いやる優しい一面も見せる。
二回戦時のネームプレートは11番。二回戦ではフクナガに騙された挙句15番の男のチームにも秋山のチームにも入っていなかったために、借金1億を背負い敗者復活戦を迎えることとなる。
敗者復活戦では、フクナガの策略により、孤独になったナオにお茶をあげたり、フクナガの作戦を教えて謝罪した。その行動が元でナオによる救済で借金を全て清算され、ゲームから離脱した。
ドラマ版のエトウ コウイチであり、劇場版にも出場している。
菊澤 隆浩（きくざわ たかひろ）
職業は自動車工。二回戦からナオたちと共にライアーゲームに参加している一人。二回戦時のネームプレートは9番。
二回戦、敗者復活戦、三回戦をナオと共に闘った人物の一人。
三回戦の密輸ゲームで皆が苦戦していたところ、急に必勝法に気付いたというが、途端に態度が傲慢になる。その後南の国を少しの間支配することとなる。
実は高校時代はヨコヤと同級生で、学校を支配されていた。以来人を支配することへの憧れとヨコヤに恐怖を抱いていた。そこをヨコヤに突かれて、少しの間南の国の情報をヨコヤにリークしていた。
彼の漢字名は、三回戦でエダに渡した契約書から分かる。
サトウ テツゾウ
鮮魚店店員。二回戦からナオたちと共にライアーゲームに参加しているメンバー。24歳。野球に関する話題に詳しい。二回戦時のネームプレートは1番。
二回戦で、ナオに「数年前に甲子園に行った」と話したらしい。二回戦、敗者復活戦、三回戦をナオと共に闘った人物の一人。
敗者復活戦では自分の票を他プレイヤーに秋山より安く売って二回戦の借金1億円を稼いで負け抜けを狙うが、秋山に見抜かれ失敗する。
エダ テルユキ
古書店店員。26歳。二回戦、敗者復活戦、三回戦をナオと共に闘った人物の一人。二回戦時のネームプレートは2番。
二回戦でナオに話しかけられると饒舌に話し出した。密輸ゲーム中盤にツノダ、キタムラと共に大きなミスをする。
キタムラ ヒロト
営業マン。31歳。二回戦、敗者復活戦、三回戦をナオと共に闘った人物の一人。二回戦時のネームプレートは5番。
密輸ゲーム中盤にエダ、ツノダ以上の大きなミスをする。
ツノダ コウスケ
フリーター。二回戦、敗者復活戦、三回戦をナオと共に闘った人物の一人。18歳。二回戦時のネームプレートは8番。
密輸ゲーム中盤にエダ、キタムラと共に大きなミスをする。
フジタ シンゴ
大学生。二回戦、敗者復活戦、三回戦をナオと共に闘った人物の一人。21歳。ナオによると、喋ると大人びているらしい。二回戦時のネームプレートは13番。
基本的に彼がゲームの途中経過を紙にメモをしていた。
15番の男
本名は不明。26歳。個人投資家。サングラスをかけている。他のプレイヤーに比べて冷静で、どこか余裕すら感じられる。
最終的にフクナガを裏切り、秋山と手を組み1億4000万円の賞金を手にゲームを離脱することとなる。

### 敗者復活戦（その1）
ナカダテ エイイチ
敗者復活戦その1で、ヨコヤの居た会場で参加したプレイヤー。退職金を先借りしてまでヨコヤに金を払ったため、その見返りとしてプラス収支でゲームを抜けることができた。

### 第三回戦・北の国
北の国のメンバーは、ヨコヤを除いた全員が二回戦から同じゲームに参加していて、その中にヨコヤが敗者復活戦から加入している形。敗者復活戦でのヨコヤの罠により、全員がヨコヤに従わされる身となっている。
アカギ コウタ
北の国のメンバー。25歳。バンダナを着用しており、四回戦でのコードネームは「バンダナ」。
秋山の策に乗り、南の国に協力する。三回戦終了時に大金を得るが、自分を助けてくれたナオと秋山の行動に心を打たれ、彼らに協力しようとドロップアウトせず四回戦にコマを進め、信頼を裏切ること無く秋山たちと共闘する。
最後は4回戦終了時点で2億円のプラスとなり、この2億円を3回戦で自分の負債を肩代わりしてくれたお返しとしてお礼の手紙とともにナオに渡してゲームを離脱した。
シバヤマ ユウスケ
北の国のメンバー。34歳。特徴はロン毛。アカギコウタと同様に秋山に裏切りを持ちかけられるが、ヨコヤに勘付かれ拘束されてしまい、ヨコヤに秋山の作戦を話してしまうが、実際はアカギを裏切った振りをしただけであり、南の国の勝利（大金を獲得しての負け抜け）に貢献した。最終的には四回戦をドロップアウトする。
ハセガワ ヒロシ
北の国のメンバー。34歳。特徴はスキンヘッド。ヨコヤの忠実な下僕とみられていたが、実際には秋山の作戦に全面協力しており、南の国の勝利に貢献した。最終的には四回戦をドロップアウトする。
イケゾエ ケンジ、ツムラ アキラ、タジマ カケル、ムラタ マコト、ワダ タツジ
いずれも、北の国のメンバーで、勝ち上がった四回戦予選（第一会場）で敗退し、「ガヤ」となる。

### 敗者復活戦（その2）・西軍
秋山達とは別の会場で行なわれたライアーゲームの敗退者。最終的に敗れるが、ナオと秋山が負債を受け持つことによって三人とも救済された。
ニシダ ユウイチ
西軍の先鋒。25歳。特徴は太り気味で小心者。24連装ロシアンルーレットでフクナガと戦うが、良いようにあしらわれるも、ナオの提案によって引き分けとなった。
キクチ ショウ
西軍の中堅。30歳。17ポーカーで秋山と戦った。元ボクサーで、非凡な動体視力を身に付けおり、それによってシャッフル中のジョーカーの位置を把握。一時秋山を追い詰めるものの、最後は秋山の戦略に敗れ去った。
小坂 忠子（こさか ただこ）
西軍の大将。大学卒業後に父の会社を継いだが、周囲の人間に騙されて僅か一年で失脚。以後「人生はライアーゲームと同じ」という考えを持つに至った。回らないルーレットでナオと戦い、一時はフクナガと組んでナオを騙したかに思われたが、それはフクナガとナオの作戦であり、敗北。ナオによって借金を清算され、泣き崩れた。

### 第四回戦予選（第2会場）
第四回戦参加者には、フォルリによりコードネーム（実際はあだ名）が与えられている。
以下、名前の隣りのカッコ内にコードネームを記す。
アカギ コウタ（バンダナ）

オオツカ エイイチ（マエガミ）
24歳。伸ばした前髪とひげが特徴。4回戦予選直前にヨコヤに買収された。ヨコヤチームのメンバーだが、4回戦本戦ではミカモトを通じてハリモトグループにも協力している。
サエキ キヨシ（ポマード）
22歳。ポマードを塗りたくったような髪が特徴。4回戦本戦では2つのイスを確保して賞金独り占めを狙うが、失敗してガヤ落ちする。
ヤスカワ ヤスヒコ（ハゲ）
26歳。小柄でスキンヘッドが特徴。隙をついてメガネのイスを横取りしガヤ落ちさせたが、それがきっかけで秋山チームに強制加入することとなるが、それを理由に高圧的な態度をとったため、秋山チームに見限られガヤ落ちさせられる。その仕返しとしてヨコヤチームに寝返るが、これも秋山の作戦のうちだった。秋山たちに4回戦の確執があったものの、敗者復活戦（その3）ではあまりそういう面は見せず最終作戦にも協力している。その後、無事負債を完済してドロップアウトできた。
イケザワ テッペイ（デブ）
29歳。ニット帽に肥満体形が特徴。オオツカと同じく、ヨコヤに買収されてヨコヤチームのメンバーとなる。4回戦予選・本戦ともにヨコヤに全面的に協力しており、投票で親になる（裏切り問題の発生以前まで）など、ヨコヤグループの中で矢面に立つ役割を担った。最後は秋山の策略により最終勝者にされてしまうが、自分のメダルはチームの捨てメダルとして1枚も残さず放出したために賞金を得られなかった。
シマ タカヒロ（ヤンジャン）
26歳。オールバック気味の髪と「YOUNG JUMP」と書かれたシャツを着ているのが特徴。4回戦では秋山が形成した投票数を操作するガヤ連合のダミーリーダーとして秋山に協力していたが、それを見抜いたヨコヤに買収され、ヨコヤチームに寝返り秋山チームを敗退に追い込んだ。
カワイ タツヤ（マッチョ）
24歳。日焼けした筋骨隆々の体に坊主頭、つながった眉毛が特徴。第1ピリオドで早々にガヤ落ちする。
入札ポーカーでは、秋山を頼るもいつまでも救済の手を打たないことに苛立ち離反、ハリモトに他メンバーの入札状況を教えるスパイ役に任命される。しかし、それはハリモトらの手を見切った上での秋山の作戦であり、最終作戦にも参加して無事負け抜けしている。
マキゾノ カズヤ（メガネ）
20歳。眼鏡とキャップ帽が特徴。子供のころに体験から仲間に対しては強い思い入れを持っている。ヨコヤの策略によりナオとアカギ以外の全員が秋山から離反した際も残り、共闘することとなる。無事負債を清算することができ、ゲームから離脱した。
タニナカ コウイチ（キョジン）
23歳。巨体と金髪が特徴。第1ピリオドで早々にガヤ落ちする。その後秋山チームのサテライトメンバーになる。
入札ポーカーではハリモトの策に翻弄されるも、秋山の最終作戦に参加して無事負け抜けしている。

### 第四回戦本戦
四回戦予選を第一会場で戦ったプレイヤーたち。第一会場と同様に、アルサブからあだ名をつけられている。カッコ内はコードネーム（あだ名）。
イケゾエ ケンジ（脱色ポニーテール）

ツムラ アキラ（グラサン）

タジマ カケル（マユゲ）

ムラタ マコト（アフロ）

ワダ タツジ（中年フリーター）

ハリモト タカシ（作務衣）
ボロボロの帽子と作務衣を着ているのが特徴の老人。
多数の信者を抱えるカルト教団「泰平天国」の教祖で、利害に関係なく自分に従う忠実なメンバーを擁している。4回戦予選では教団メンバーとの共闘によってフクナガを敗北に追いやり、4回戦本戦では第三勢力として秋山・横谷の前に立ちはだかる。
元々は、高い洞察力とコールド・リーディングを用いる一介の占い師だったが、純粋に人を救うために教団を立ち上げる。だが、キムラの入信以前から教団拡張の野心に目覚め、その野心に付け込まれキムラの傀儡となる。
ライアーゲームに参加したのも、信者の一人がライアーゲームに参加してしまった人気アイドルの恋人で、その相談を持ちかけたことから、アイドルに恩を売ってアイドルのファンともども入信させ教団を拡大する目的があった。
レロニラ曰く、「（秋山、横谷が理性に訴えかける戦術を使うのに対し）ハリモトは感情などの心を操る戦術を使う」とのこと。泰平天国の教義で一万歳（10000年生きた徳を持つという意）の称号を持つ。
入札ポーカーでナオが人を信じ抜いて勝利したことで目が覚め、それまでに稼いだ金を使ってナオ・秋山の負債を精算する旨などを手紙にしたためてライアーゲームを去った（代理参加から手を引いただけで、プレイヤー名義としては継続）。
キムラ ケイ（ショートボブ）
ショートボブの髪型が特徴。泰平天国の信者で、ハリモトチームのメンバー。
実はハリモトグループの中心人物であり、「泰平天国」入信後、野心家としての性分が目覚め、教義の確立、組織造りを行い、ハリモトをコントロール下に置いている。ライアーゲームの参加も彼女が決めたことである。
千歳の称号を持つ。
ミカモト ミカ (OL)
巻き髪と眼鏡が特徴の女性。泰平天国の信者で、ハリモトチームのメンバー。
八百歳の称号を持つ。
アベ ユキヨ（黒髪ポニーテール）
大柄で黒髪のポニーテールが特徴。泰平天国の信者で、ハリモトチームのメンバー。
ナオと接触し、能力に劣る者は切り捨てるべきという考えを口にする一方、彼女を信じたいと揺れ出す。
最終的にはハリモトの作戦に反対して孤立した中、自分を必要としてくれたナオのために当初はアキヤマチームとガヤ連合メンバーたちだけでやる予定だったアキヤマの最後の作戦に協力する。
五百歳の称号を持つ。
シモハラダ オサム（マッシュルーム）
マッシュルーム状の髪型が特徴。第一ピリオドで早々にガヤ落ちする。
サカイ マコト（白スーツ）
強面で白いスーツを着ているのが特徴。ハリモトチームが親決め投票を有利に進めるべく加えたメンバー。信者ではないのでハリモトと手を組むにあたりハリモトおよび信者たちからメダルを貰っている。ハリモトの計画上、終盤までガヤ落ちせずにプレイヤーとして残っていたが、最終的にはヨコヤの言葉に翻弄されヨコヤチームに寝返った。その後、敗者復活戦（その3）にエントリーするが、ゲーム開始直前に秋山が負債を受け継ぐ条件で実施された逆説総選挙で、秋山に代理参加の権利を与え、負債なくトーナメントから降りることに成功した。

### 敗者復活戦（その3）

#### A会場
カンザキ ナオ

アキヤマ シンイチ

ハリモト タカシ

キムラ ケイ

ミカモト ミカ

アベ ユキヨ

ヤスカワ ヤスヒコ

タニナカ コウイチ

サエキ キヨシ

カワイ タツヤ

シモハラダ オサム

#### B会場
ヨコヤ ノリヒコ

フクナガ ユウジ

オオツカ エイイチ

シマ タカヒロ

イケゾエ ケンジ

タジマ カケル

ワダ タツジ

イシカワ ユキヒト

キド マサヨシ

カネコ ミズキ

### 決勝戦
マツワ フウマ
決勝まで残ったプレイヤー。借金が残っていたが、ナオが負債を請け負うことで代理出場したため、決勝には登場してこなかった。
カシキ ユウヤ
職業・元ミュージシャン。十数年前の大人気のうちに解散した『マルヴェリーズ』というバンドのボーカル。解散後の彼はソロで活動してはいたのだが、後に暴力事件を二度起こし実刑判決まで下った経歴を持つ。そのため現在はライブハウスで活動しているものの、チケットは完売するというほど人気はある。
1回戦を易々と勝ち、2回戦で敗退したところ泥沼に嵌ったと自覚し、恋人の女性にライアーゲームの存在を打ち明ける。今度はその女性がハリモトに相談して以降、ハリモトにゲームを代理参加してもらう形で事態は半ば解決する。しかし、ハリモトが敗者復活戦（その3）を勝利した上にゲームから手を引いてしまったため、カシキに決勝戦の出場権がやってきたので、やむを得ず出なければならなくなった。
カネコ ミズキ
ナオの意見に賛同した女性。敗者復活戦（その3）でフクナガと共にヨコヤに対抗したが、もう一人組んでいた者に裏切られ、どちらか一人しか生き残れない状況でフクナガが彼女に獲得賞金を全て譲渡し、生き残らせたため決勝に進出した。
決勝では2億円ホルダー（2億円以上所有者）であり、ライアーゲームをなめているサクマとタカシマを道連れする形で敗退する。
サクマ カンイチ、タカシマ カツシ
ハリモトらの代理参加からの復帰組。ハリモトが賞金を獲得しているため、両者ともに2億円以上を所有しているが、2回戦以降のライアーゲームには参戦していないため、見通しは甘い。ナオの提案（2億円ホルダーが脱落し、ペナルティを支払うことでプレイヤーの誰も借金を負わずに決勝戦に挑む）に反対するも、カネコの策略にはまり、道連れとして敗退する。
クサノ コウタロウ、ナガオカ ヨシト、イシカワ ユキヒト、キド マサヨシ
決勝戦進出のプレイヤーたち。
金持ち
秋山が作り出した架空のプレイヤー。負けても親が借金の尻拭いをしてくれるのだが、そんな親との関係を断ち切りたいと考えているため、賞金は少なくていいからとにかく勝ちたいと考えている。そのため、相手チームの1人を多額の賞金を餌にスパイにして勝とうと企んでいる。ヨコヤがその存在を否定しなかったため、プレイヤーたちは実在するものと思い込んでいる。
スパイ
秋山が作り出した架空のプレイヤー。金持ちの存在を信じきっているプレイヤーたちはスパイの存在も信じきってしまっている。

### その他
丘部 雪也（おかべ ゆきや）
番外編『LIAR GAME roots of A』に登場。帝都大学教授。犯罪心理学の講師。
秋山に人と向き合う大切さを伝えた人物で、大学院へ進路を決めるキッカケとなり、恩師にあたる。
タモツ
マキゾノのかつての病室仲間。ある日病院が火事になった際建物内に取り残されたマキゾノを助ける。その1年後にガンのためわずか14歳で夭折したが、そのことがその後のマキゾノに大きな影響を与えている。
ナオの父
本名不明。現在は末期癌でホスピスに入院中。最終巻で自身の私物を整理していた際にアーチアの仮面を所持していた。

## ゲームのルール

### 全般的なルール

#### 概要
ライアーゲームはトーナメント方式で勝者を決める。第一回戦、第二回戦などの各々の戦いではゲームが行われ、ゲームの勝者がトーナメントで勝ち進むことができる。ゲームのルールは各回の開始時点で公開される。ゲームは一種のギャンブルであり、プレイヤー間の金銭（もしくは金銭相当品）の授受を伴う。ゲーム中に儲けた金額は自分のものにできるが、逆に損した場合は借金になる。第五回戦を制した者がライアーゲームの優勝者となる。
全ゲームを通して「プレイヤーは事務局から明示的に禁じられた行為を除き、どのような行動をとってもよい」という暗黙の了解が存在する。このため、嘘、駆け引き、脅迫、イカサマ、不正行為を用いて勝利したとしても、それがライアーゲーム事務局が開始時に説明した規則にさえ反していなければ正しい結果として扱われる。
また、暴力行為はどのゲームにおいても即脱落かそれに類する重い罰則が設定されている。この性質上、徒党を組むなどして多人数で協力すると比較的有利である。
このゲームの趣旨については、「大金を払ってでも（ハッカーなどの）嘘つきの才能を欲する人間がいる。だから、最強の嘘つきを決めるための戦いである」としている。作中で、ヨコヤは「大金を払ってでも麻薬やガスマスク、防弾チョッキの実験台となってくれる人を欲する人間がいる。だから、素直に実験台になってくれる人を決めるための戦いである」と推測している。
金銭的な損得はゲームの勝敗に必ずしも一致しない。第三回戦（密輸ゲーム）、敗者復活戦その3 （入札ポーカー）のように敗北しても多額の賞金を獲得することができるゲームもある。

#### 現金の貸出し
各ゲームの開始時点で、主催者は全てのプレイヤーに現金を強制的に貸し付ける（一回戦、二回戦、四回戦、敗者復活戦では1億円（正確には2億円。詳細は後述）、三回戦では4億円、敗者復活戦その2では1億5000万円、敗者復活戦その3と決勝戦では3億円）。プレイヤーはその現金とこれまでの戦いの賞金をゲームで利用できる（そのためこれまでに稼いだマネーで他のプレイヤーを買収することも可能）。基本的には主催者から借りた金額は全額を主催者に返さねばならない（現時点での例外は3度の敗者復活戦のみ）。ちなみに、ゲーム終了時点での返却は任意で拒否も可能だが、そのゲームでの貸付金は負債として残る。そうして拒否した金額は受け取ることができるが、後で回収されるためメリットはほぼない。本人の資産として確定するのはゲーム離脱後（敗北時は敗者復活戦後）。そのため、脱落確定までは負債の請求はない。
返済はトーナメントでの敗退が決定したときに行なう。そのため、トーナメントを勝ち抜いているか、敗者復活戦への参加を決めている時点ではマネーの回収はない。ゲーム開始の時点で事務局から貸し付けられた現金は、事務局から「どんな手を使ってでも」回収されるとされているので、それはそのまま負債として残る。なお、巧妙な手段によってこのゲームを訴えることはほぼ出来なくなっており（また、訴えるような資質の人物ならば1回戦の時点で訴え出る）、支払う以外の道はない。

#### ゲームへの参加と離脱
ライアーゲームトーナメントを開始する段階で、主催者は各プレイヤーにトーナメントの案内状を送る。プレイヤーはトーナメントに参加するかどうかを自由に決めることができる（が、実質的には強制参加）。一度参加の意思を表明したら、取り消すことはできない。
ゲームで敗北する以外に、「ドロップアウト」、「棄権」の二通りの方法でライアーゲームのトーナメントから離脱することが可能である。
ドロップアウト
ゲームに勝ったプレイヤーのみに許される離脱方法。次のゲームが開始される前までに、直前のゲームでの獲得賞金の半額を払うことで離脱できる。つまり、賞金±0またはマイナスの場合はドロップアウトにマネーを支払う必要はない。しかし、マイナスの場合は負債額の返済義務は生じる。
棄権
任意の人に許される離脱方法。ゲーム中の任意の時に離脱できるが、そのゲームでは負けとみなされるので、そのゲームで貸し付けられた現金が借金として残る上、直前のゲームでの獲得賞金全額を事務局に返還しなければならない。

#### その他のルール
- ライアーゲームには、ギャンブルにおける寺銭が存在せず、基本的にはゼロサムゲームであるため誰かが儲かると誰かが損をするようになっている。そのため、ゲーム中いずれかのプレイヤーが自分の利益だけを考えた行動をしたときのみ主催者側に利益が出る（その結果として他のプレイヤーの損が確定する）ようルールが構成されている。例えばゲームの勝者が賞金（≒敗者から奪った金）の半分を主催者に返還することでトーナメントからドロップアウトできるというルールなので、勝者が自分の利益を確定するためドロップアウトを選ぶと、主催者側に利益が出ると同時に敗者達の損が確定する。したがって仮に全てのプレイヤーが協力しあい、勝者がドロップアウトを諦めて敗者に賞金を分配すれば、主催者側は全くもうけることはできない。ただし逆に言うとプレイヤー全体で儲けることは基本的には不可能であり、全員で生き残ろうとすれば儲けは諦めなければならない。
- 例外として、敗者復活戦ではプレイヤーの一方的な得になる「ボーナスゲーム」の機会が設けられる場合もあるが、その場合は同時に「事務局が一方的にマネーを収奪できるルール」も設けられることがあるため、ゼロサムどころか逆にマイナスとなる危険性を含んでいる。
- 二回戦開始直前、あるプレイヤー（通称X）が、一回戦で勝ったプレイヤーの賞金を騙し取って参加。そのことを知った秋山から「返還しないと警察沙汰になる」と宣言されている。これは、マネー絡みの物品は「管理局所有のゲームツール」という扱いのもと「マネーのやり取りはルール範囲内のプレイング」と許容されているが、ルールの範囲を離れた犯罪行為は許容外であるため。また、プレイヤーの資産として確定していない物品は例え本人の手元になかろうと管理局が所有物として回収できる[5]。
- 本来のプレイヤーの代わりに他の人を代理参加させてもよいが、発生した賞金および負債は実際にゲームに参加した人物が負う。その条件で秋山は二回戦と三回戦を、フクナガは三回戦の代理を引き受けた。
- 代理で参加した者は本戦進出の権利を有していても、出場権は元々のプレイヤーに戻すことによってライアーゲームから手を引くことができる。戻されたプレイヤーはこれを拒否することはできない。ハリモトのグループがこのケース。
- ゲームのタイトルと内容は、ヨコヤの愛読書に描かれているものと全く同じである（ヨコヤによると「20年前に大ヒットした作品」だとのこと）。ただし上・中・下と分かれており、下巻は原作者が急死した（ある組織に殺されてしまったとの見方が強い）ため存在していない。
- ライアーゲームの正体は、前述の小説の下巻の内容を再現（推測）するために開催されたドキュメンタリー映画であり、当時のドキュメンタリー映画の旗手であったタッド・ミヤギに持ち込まれた企画であった。しかし、決勝戦の直前にタッド・ミヤギに企画を持ち込んだ人物が怪死を遂げ、タッド・ミヤギにも50億近くの現金を送り「ライアーゲームに関わるな」という脅迫をさせたため中止となった。それから年月が過ぎ、自らの死期を悟ったタッド・ミヤギは温存していた50億を原資に第一回大会のプレイヤーをメインディーラーとして雇い、自らもメインディーラーの「アーチア」となって第二回大会を開催した。第二回大会も前回同様にドキュメンタリー映画となるよう隠し撮りされており、参加者の顔にCG加工でマスクを被せるなどして、ネット公開された。しかし、すぐに削除された。秋山曰く、「闇の権力者」が圧力をかけたためらしい。

### 第一回戦（マネー奪い合いゲーム）
基本ルール
- 各プレイヤーには主催者側から“現金1億円”が強制的に貸し付けられ、主催者が決めた相手と1対1で戦う。
- 二人の持つ計2億円の現金を奪い合い、30日間が経過した時点で多くの金額を持っていた方が勝ち。
- 貸し付けられたマネーは管理局所有であるため手段が犯罪行為であってもゲームプレイングの範囲であるとして犯罪にはならないため、どのような方法で現金を奪ってもよい。

賞金と借金
- 賞金は「30日経過後の手持ちの金額－主催者への返済金1億円」。勝者は対戦相手から奪った額が賞金として、敗者には対戦相手に奪われた額が借金として残る。

備考
- 返却するのは最初に渡された紙幣でなければならない（通し番号で確認されており、対戦相手にマネーを奪われても他の紙幣で補充することはできない）。
- 互いに1円も奪わなかった場合、賞金を獲得することはできないが、負債を抱えることなくドロップアウトすることができる。
- 基本ルールに記載の通り、現金の奪い合い自体は犯罪にはならないが、奪う手段としてほとんどのプレイヤーは一般的に犯罪行為とされる行為に走る形となる。しかしこれは、以後起訴などでライアーゲームがゲームでないと言い出した場合、この第一回戦で金を奪った行為は犯罪になるため、そういったプレイヤーは逮捕されるという罠となっている。
- ヨコヤが言うには、ライアーゲーム参加者にふさわしい、ゲームであれば平気で金を奪えるクズを決めるオーディションだったらしい。

### 第二回戦（少数決ゲーム）
基本ルール
- 多数決ならぬ「少数決」を行う。つまり、YES/NOで答えられるアンケートを一問出題し、多い方の意見に票を投じたプレイヤーは脱落。残り人数が1人または2人になるまで投票を繰り返し、最後まで残ったプレイヤーが勝者。
- プレイヤーはアンケートに対して本当のことを答える必要はない。したがってアンケートの質問文は単なるお飾りで、票の操作が勝敗の鍵を握る。

賞金と借金
- ゲーム開始時点で、宝石（時価1億円）がついたネームプレートが貸し付けられる。敗者は宝石がついたままネームプレートを会場に置いて退場しなければならない。したがって敗者には、最初に借りた宝石分の1億円が借金として残る。勝敗が決まったら、敗者が残していった宝石を主催者が換金し、賞金として勝者に渡す。勝者が2人の場合は、2人で賞金を山分けする。

詳細・備考
- アンケートの質問の出題者はディーラーによる抽選で決める。
- 投票結果YES/NOが同数だった場合、投票はせずノーカウントとなる。
- 質問の出題から解答までに6時間の猶予が与えられており、この間に他のプレイヤーと交渉してもかまわない。
- 質問出題後、プレイヤーには「YES」と書かれた紙と「NO」と書かれた紙が渡され、投票にはこれを使う。これはプレイヤーが「YES/NO」以外の答えを選択するのを防ぐため。
- 各プレイヤーには番号が割り振られており、投票用紙にはプレイヤーの番号も書かれている。これは他人の名前を書いて投票するのを防ぐため。
- 6時間以内に投票しなかった場合や、YES/NO両方に投票した場合は、そのプレイヤーは無条件で敗者となる。
- 全員がYESまたはNOに票を投じた場合、投票はノーカウントになり、もう一度やり直しとなる。
- ネームプレートは肌身離さず携帯するように言われるが、実際は携帯していなくてもゲームに参加は可能（もちろん、出場資格者でなければ参加は不能）。

### 敗者復活戦その1（リストラゲーム）
基本ルール
敗者復活戦最初のこのゲームの目的は一人のリストラ対象者を決めることで、リストラ対象者になった人が負ける。他の全員は勝者。リストラ対象者はプレイヤー間の投票で決める。
以下のルールで10回投票を行い、獲得した票数の合計値が最も少ないプレイヤーがリストラ対象者になる。
1. 自分以外のプレイヤーの名前を5人分投票用紙に書き、投票箱に入れる。
2. 全員の投票が終わったら、投票結果が開示される。

このゲームでは各プレイヤーは投票用紙以外にも以下のものを持っており、ゲームに利用できる。
- Mチケットという紙（複数枚）
- 1億円の現金（＝主催者から借金）
- 私物（法に触れるものは持ち込めない。逆に法的に問題なければ一切制約はなく、人でも問題ない。）

Mチケットは主催者側から各プレイヤーに事前に手渡されており、金額と条件を書くことができる。各プレイヤー（以下A）は他のプレイヤーと交渉し、交渉が成立したらMチケットに金額Xと条件Yを書いてMチケットを交渉相手のプレイヤーBに渡す。これはAが条件Yに書かれた行動を取ることを確約するもので、Aが条件通りの行動を取ったら、Aは見返りとしてBから金額Xを受け取ることができる。しかしもしAが条件に反した行動を取った場合、Aはペナルティとして主催者に1億円を払わなければならない。Mチケット譲渡の交渉は、ゲーム中任意の時に行うことができる。表向きには物資を得るための物として紹介されたが、実際は物品以外を売買することもできる。
賞金と借金
- 決着が付いたら、敗者の1億円を、残りプレイヤーで分配し、それを賞金とする（1人1250万円）。
- Mチケットは初期金額が1億円となっており、ゲーム終了後にそれを全額事務所に返済しなければならない。即ち、Mチケットで何かを買えばそれと同額が借金として、売ればやはり同額が獲得金として、ゲーム終了後、全プレイヤーに与えられることになる。ただし、敗者の1億円は残りプレイヤーでの分配に回されるため事務所に返済する必要はない（つまり事務所は最初に計9億円貸し出すが敗者の分を除いた8億円しか返って来ないため1億円損することになる＝プレイヤー全体で1億円得することが出来る）。

詳細・備考
- 部屋にはボードがあり、各プレイヤーの現時点での得票数は常にそこに表示されている。
- 1回目の投票は、スタートしてから3時間後に行い、その後は1時間ごとに投票タイムが訪れる。投票タイムが来るまでの間に他のプレイヤーと交渉しても構わない。
- 投票用紙には自分以外のゲーム参加者の名前を5人分書かなければならない。自分の名前やゲームに参加していない人の名前を書いたり、4人分以下しか書かないのはルール違反。なお、同一人物の名前を複数回書くのはかまわない。
- ルール公表以前に、自分の任意の私物を持ち込んでよいと公言されているが、それが人間でも問題ない。つまり参加者以外がゲームに加担したところで、誰かの持ち物だと言い張れば反則にはならない。
- このゲームは、第二回戦敗退者のうち、参加を希望したプレイヤーが参加することができる。本編では9名が参加。
- 投票用紙は「Lチケット」と呼ばれている。元ネタは同作者の作品「ONE OUTS」。両作品がどのようにリンクしているのか不明だが、サトウの発言からリカオンズは存在している。ここではLは「LAST」（最下位）の頭文字という意味と説明される。

### 第三回戦（密輸ゲーム）
概要
プレイヤーは2つのチームに分かれ、それぞれ「密輸側」・「検査側」の役割りを交互に担う。後述する小ゲームを50ゲーム行う（なお、両チームが密輸側をそれぞれ1回ずつやって「1ゲーム」とカウントするので、計100回のゲームが行われることになる）。小ゲームは一種のダウトで、密輸側が「密輸」した金額を検査側が言い当てられるかどうかで金銭が動く。「密輸」に成功した金額の合計が多いチームが勝ち。
勝ったチームのメンバーが第三回戦の勝者となるが、金銭の授受は個人単位で行われる。よって各プレイヤーの損得が必ずしもチーム全体の損得に一致するとは限らず、これをどうするかがゲームを勝ち抜くポイントの一つである。
ゲームの開始
各チームはそれぞれ個別の「国」に見立てられており、全てのプレイヤーは、相手国と、もう一つ別の第3国にそれぞれ口座を持っている（以下、相手国口座、第3国口座と称する）（詳細は後述）。ゲーム開始時点では、各プレイヤーの第3国口座の1億円と、相手国口座の3億が手持ちとして与えられる（これら計4億は事務局からの借金）。
小ゲームのルール
各小ゲームを開始する際、各チームは任意の方法で代表者を決める。各小ゲームは代表者同士の戦いである。密輸側、検査側のチームの代表者はそれぞれ密輸人、検査官と呼ばれる。密輸人の目標は、自分の相手国口座の現金を、自分の第3国口座へと「密輸」することであり、検査官の目標はそれを阻止することである。
1. 密輸人と検査官は「検査ルーム」という部屋に入る。
2. この際密輸人は自分の相手国口座の現金のうちいくらかをアタッシュケースに入れて持ち込む。
3. 検査官はアタッシュケース内の金額を推測し「ダウト。◯◯円」もしくは「パス」を宣言する。

この後、以下のように金銭が動く
- 検査官がダウト (Doubt) した場合
  1. アタッシュケース内の現金が0円なら、ダウトされた金額の半分が「慰謝料」として検査官の第3国口座から密輸人の第3国口座に振り込まれる。
  2. ダウトの金額≧アタッシュケース内の現金＞0円なら、アタッシュケース内の現金は全て検査官の第3国口座に振り込まれる。
  3. ダウトの金額＜アタッシュケース内の現金なら、アタッシュケース内の現金は全て密輸人の第3国口座に振り込まれる。さらに、先述した「慰謝料」も密輸人の第3国口座に振り込まれる。

- 検査官がパス (Pass) した場合
  1. アタッシュケース内の現金が全て密輸人の第3国口座に振り込まれる。なお、この場合でもアタッシュケース内にいくら入っていたかは検査官側も確認できる。

勝敗
ゲーム終了時点で、チームメンバーの第3国口座にある現金の総額が多い方のチームが勝ち。各口座以外の手持ちの現金は勝ち負けに影響しない。
賞金と借金
- ゲーム終了時に自分の第3国口座に入っている現金は、そのままプレイヤーに賞金として与えられる。
- ゲーム終了までに、相手国口座にある手持ちの現金を全て第3国口座に振り込めなかった場合、相手国口座内の現金は、相手チームのプレイヤーたちで等分され賞金となる。ただし、3回戦の勝敗には影響しない。あくまでもただの賞金である。
- 全てのプレイヤーは最初に借りた4億円を事務局へ返済する。不足がある場合、それはチームの勝敗にかかわらずそのプレイヤーの負債となる。

詳細・備考
- 密輸人がアタッシュケースに入れる金額は1億円以下でなければならない。このゲーム中で使用するアタッシュケースには、きっかり1億円までしか入らないようになっている。ダウトの額はいくらでもよいが、密輸できる最高額が1億円である以上、それより大きい額をダウトしてもメリットはなく、密輸額が0円だったときのペナルティが増えるデメリットがあるだけである。
- ゲームは3日間に分けて行われる。
- 検査ルームは遮音されている（遮音は検査官がスイッチを押すことで解除される）。また、窓はマジックミラーになっていて、中から外は見えないが外から検査ルームの様子は丸わかりとなっている。
- 検査官はダウトの際に、自分の第3国口座にある金額の2倍の金額までしかコールできない（例えば検査官の第3国口座の金額が4000万円の場合ダウトコールできる金額の上限は8000万円となる）。これは、ダウトが失敗した場合に宣言する金額の半分を「慰謝料」として没収されるため。
- 密輸人と検査官が検査ルームにいる時間は10分。この間に検査官は密輸人に話しかけるなどしてアタッシュケース内の金額を予想する。ただし、この際検査官はアタッシュケースを触ってはならない。
- 現金を口座から引き出す際には専用のカードを使うが、カードが使用不能であると主催者側が確認出来る場合は、再発行が受けられる。つまり、紛失した場合は再発行されない。また、1億円以上を引き出すこともできる（ただし、1億円を超えた分は、その全額を密輸することはできない。あくまでも1回の密輸額は1億円以下である）。
- 相手国口座での引き落とし額は全て記録されているため、ゲーム開始時と終了時での、全ての口座の合計金額に差額があると、データを遡って調べられる。つまり、賞金として持ち帰る以外で現金を持ち出すことは不可能である。
- このゲームには、簡単なストーリーがついている。ある国が二つに分断された。最近になって両国の関係は悪化し、3日後に戦争が起こりそうである。戦争が始まれば、その財産はすべて敵国に没収されてしまう。そこで貿易商人であるプレイヤーは「第3国（レロニラによると永世中立国のような国だと発言されている）にある」自分の口座に、「相手国に預けてしまった」自分の現金を密輸しようと企んでいるのである。
- 2つのチームをそれぞれ「北の国」（ドラマでは火の国）、「南の国」（水の国）という。1チーム9人で主人公たちが「南の国」。
- アタッシュケースの中に現金以外のものを入れてもかまわないが、それらは直接勝敗に影響しない。
- 一旦口座から引き下ろした現金は、再び口座に戻すことができる。
- 他人のカードを使って密輸した場合はカードの持ち主の口座に密輸した金が振り込まれる（慰謝料もカードの持ち主の口座に振り込まれる）。

### 敗者復活戦その2
基本ルール
三回戦の敗者の中で希望した6人が参加し、廃校になった中学校で行う。主催者が6人を3人ずつ「東軍」と「西軍」に分ける。
各チームはチームメンバーの中から先鋒・中堅・大将のプレイヤーを選び、まずは先鋒戦と中堅戦を順に行う（詳細は後述）。このときどちらかのチームが2勝した場合（勝敗の決め方は後述）はその時点でそのチームの勝ちでゲーム終了。大将戦は行われず、勝ったチームが4回戦に進む。そうでない場合は大将戦（後述）も行い、大将戦の勝敗で4回戦進出チームを決める（勝敗の決め方は後述）。なお先鋒・中堅・大将を決定した時点では具体的なゲームの内容が公表されておらず、公表後に変更することは認められていない。
事前に1枚100万円相当のチップ150枚分、計1億5000万円が各プレイヤーに貸し付けられており、各ゲームにおける勝敗や戦略によりチップが動く。相手チームから奪ったチップが勝ったチームの賞金となる。勝ったチームは一人1億円分、計3億円を返済後、残った金額を3人で山分けする。なお各プレイヤーが貸し付けられた額が1億5000万円であるのに対し、返済額は1億であるため、勝者チームのプレイヤーは敗者チームから奪った額以上に儲けることが可能である。その代り、それぞれのゲームには事務局が一方的にチップを収奪できるルールも設けられている。
なお両チームとも、各対決ごとに1度だけタイムを取る権利があるが、ゲームに参加しているプレイヤー自身が取ってもよい。タイムは3分間である。

#### 先鋒戦 24連装ロシアンルーレット
特注のリボルバー式ピストルで「ロシアンルーレット」を行う。ただし使う銃は本物ではなく、弾も発射されても銃声と少しの振動がある程度のものを使用しているため、死ぬことはない。なおピストルには24発まで弾が入る。
基本ルール
まず両プレイヤーはリボルバーに弾を込めたい場所を3箇所決定し、それを秘密裏にディーラーに伝える。
プレイヤーたちが指定した3箇所ずつ計6箇所に秘密裏に弾が込められ、リボルバーが回される。なお、両プレイヤーが指定した場所が1箇所でもかぶったら、弾を込める場所を決定するところからやりなおし。
プレイヤーたちは順にトリガーを引いていき、銃声がした方は[死の代償]として、相手チームにチップ50枚を払う。
6発目の銃声が鳴ったらゲームセット。銃声がした回数の少ない方が勝ち。同数の場合引き分けである。終了時のチップの数自体は勝敗には全く関係ない。
パス
各プレイヤーは場にチップを1枚払うことでトリガーを引く行為を1回パスできる。ただしプレイヤーが両者ともトリガーを引くことを拒否してパスが連続した場合は、パスに必要なチップの枚数が2枚、4枚、8枚…と倍々に増えていく。
場にチップが出た状態で撃って空砲なら場のチップを貰える。逆に銃声が鳴ったら発砲ペナルティの50枚と一緒に場のチップも相手に取られる。
ただし、5回連続のパスになった時点で「流れ」となり、ディーラーがトリガーを引く。この場合は、銃声がどうであれ計31枚のチップはディーラーに回収される。
詳細・備考
ディーラーが既に6発の弾のこもったピストルをテーブル上で回して銃口が向いた方が先手となる。
撃つ時はイカサマ防止のためトリガーが相手に見えるように構え、こめかみに銃口を当てる。
プレイヤーが弾を込める場所を指定する際にはマークシートを使用。
弾は別室でディーラーとは違う事務局員が弾を込める。
リボルバーはディーラーが外して回転させ、回転が自然に止まったらリボルバーを再セットする。なお、このリボルバーは弾の位置の偏りによる重心の偏りの影響をもろに受けるようになっている。

#### 中堅戦 17（セブンティーン）ポーカー
ジョーカーと各スートのエース・キング・クイーン・ジャックの計17枚だけでやるポーカー。ジョーカーはワイルド。
10ゲーム行いゲーム開始前とのチップ数の差分がより多い方の勝ち（最終的なチップ数は関係ない）。
基本的なルールはジャックポット・ポーカーと同じだが、カットのルール、フォルド、および2ndベットにおける賭け金の最低額が異なる。
ゲームの流れ
- まず、アンティ（場代）として両者5枚ずつチップを場に出す。アンティは最終的に勝者のものになるが、勝負不成立のときは例外的にディーラー（ライアーゲームの事務局人）に回収されてしまう。
- ディーラーがカードをシャッフルする。
- 次にカードをカット（イカサマ防止のためディーラー以外の人が簡単にカードをシャッフルすること）する。
- 1stベット（賭け）を行う。
- 両プレイヤーとも、任意の枚数だけカードを交換する。
- 2ndベットを行う。
- 手札をオープンして決着。勝った方がアンティを含め、場にあるチップを総取り。

カットのルール
- このゲームにおけるカットのルールは特殊で、各プレイヤーが順に一回ずつ「上から何枚目」とコールする。その度にディーラーはカードの束を指定された場所で切り分けて重ねる。

1stベット
- 一方のプレイヤーが「チェック」（賭けを一旦パスすること）もしくは「ベット」（賭け）を選択。
  - チェックを選択した場合は、プレイヤーの立場が入れ替わり、もう一人のプレイヤーがベットするかチェックするかを選ぶ。
    - このプレイヤーもチェックした場合はこの回のディールは勝負不成立となり、終了。この場合、場のチップはディーラーに回収される。

  - ベットを選択した場合、5 - 15の値を「現在の賭け金」と決め、その枚数のチップを場に置く。

- いずれかのプレイヤーがベットしたら、もう片方のプレイヤーが「フォルド」、「コール」、「レイズ」のいずれかを選択する。
  - フォルド（勝負から降りること）を選択した場合、勝負不成立となり、終了。この場合、場のチップはディーラーに回収される。
  - コール（賭け金に合意）を選んだ場合は、これまでに賭けた額（もしあれば）と現在の賭け金の差額分のチップを場に払って、1stベット終了となる。
  - レイズ（賭け金のつり上げ）を選んだ場合は、新しい「現在の賭け金」を宣言し、その金額とこれまでに賭けた額との差額分のチップを場に払う。そして「フォルド」、「コール」、「レイズ」の選択権がもう一人のプレイヤーに移る。

2ndベット
- 1stベットと同様。ただし以下の点で異なる。
  - 賭け金は最低1stベットの枚数、最高30枚。
  - 2ndベットでいずれかのプレイヤーがフォルドした場合、1stベットのチップは相手の物になるがアンティはディーラーに入る。

手札のオープン
- 強い役を作ったプレイヤーの勝ち。役は弱い方から順にワンペア、ツーペア、スリーカード（スリーオブアカインド）、ストレート、フルハウス、フォーカード（フォーオブアカインド）、ロイヤルストレートフラッシュ（ロイヤルフラッシュ）、ファイブカード（ファイブオブアカインド）。通常のポーカーはファイブカード（ファイブオブアカインド）よりロイヤルストレートフラッシュ（ロイヤルフラッシュ）の方が強いが逆になっている。なお、札が17枚しかないので、フラッシュ、およびストレートフラッシュは自動的にロイヤルストレートフラッシュ（ロイヤルフラッシュ）になる。また、数がA,J,Q,Kの4種類しかないので（ジョーカー以外で）5枚集めれば必ず何れかが2枚集まりワンペアが成立するのでノーペアになることはない。

詳細・備考
- イカサマ防止のため、カードは1ゲームごとに新品で裏の模様が違うセットと入れ替える。なお、初期のカードの並び順は毎回同じであり、その並び順は規則正しい。
- シャッフルは通常リフルシャッフルが行われた後ヒンズーシャッフルが行われるが、両プレイヤーの合意があればシャッフルの方法の変更が可能。また、リフルシャッフルの場合、両プレイヤーの合意があれば指定回数分だけ追加でやってもらえる。なお、カードをシャッフルするディーラーはかなり几帳面な性格であるため、リフルシャッフルの際は必ずパーフェクトシャッフルが行われる。
- カードチェンジの際には、ベット枚数を先に宣言した方からチェンジする（つまりコールした方が後）。

#### 大将戦 回らないルーレット
1から4までの4つしかポケットがない特注のルーレットを使って行う（蓋を外すと、投入口が出現。その投入口からボールをセットして蓋を閉める。その蓋がスイッチになっていて、それを押すと同じ番号のポケットにボールが出現する）。
- 1人が親でもう1人が子となる。1回ごとに交代（最初の親権は現時点でチップが少ない方が選択する）。
- 親は投入口からボールをセットし、そのセットした番号を見抜かれないようにチップを賭ける。
- 親は全部を含め、2 - 4箇所に賭けてもよく（1箇所でもよいが「あまりメリットはない」とディーラーは語っている）、賭けるチップの枚数も最低1枚から手持ちの範囲内で自由。また、セットした番号に1枚も賭けなくてもかまわない。
- 続いて子が賭けるが、子は2箇所までしか賭けられない上、最低でも親と同じ枚数以上もしくは全額賭けなければならない（不足の場合、強制的に全額賭け）。
- 子が賭けたらスイッチを押してボールの在り処を発表。
  - 片方だけ当たりの場合、当たった方が賭けチップを全部貰う。
  - 両者とも当たりの場合、当たりに置いた賭けチップの比率に従い、ハズレに置いた賭けチップを分配する（例えば、当たりに置いたチップが「親15枚、子35枚」の場合、ハズレに置かれたチップを「親3：子7」の割合で分ける）。
  - 両者ともハズレの場合、賭けチップは全てディーラーに回収される。
- 両者5回ずつ親をやるかどちらかのチームが破産したらゲームセット。
- ここでの勝敗がこの敗者復活戦全体の勝敗となるが、その決め方は中堅戦までの結果によって異なる。
  - 中堅戦までの結果が1勝1分と1敗1分だった場合は大将戦開始時との差分は関係なく最終的なチップ数が多い方の勝ち。
  - 中堅戦までの結果がどちらも1勝1敗だった場合は最終的なチップ数は関係なく大将戦開始時とのチップ数の差分が多い方の勝ち。

### 第四回戦
エントリーした24人を12人ずつ2つのグループに分け、それぞれで予選を行う。予選ではマネーは使われず、予選を突破した者だけがマネー争奪戦に参加できる。予選で負けた者は、自分が借りた1億円を見ることすらなく、本選の会場にその1億円を置いて帰らなければならない（といわれているが実際にはそうではない。本戦の項を参照）。

#### 予選 感染（パンデミック）ゲーム
感染症の流行（パンデミック）を模したゲーム。感染した人と接触すると病気が移るが、一定の条件下で「ワクチン」が作られ、それで病気を治すことができる。誰が感染しているのか分からない状況下で、自分が感染するのを避けつつ、ワクチンを増やすことが目的。ドラマ版では新型インフルエンザによる風評被害に伴い、ネーミングが「天使と悪魔ゲーム」とされている。ちなみに、参加者が多かったため、人数を絞る目的で行われた。
基本ルール
参加者は12人。各人に腕時計（に似た機械）が与えられる。各人の腕時計には以下の2種類のステータスが秘密裡に保有されている。
- 「感染（インフェクティド）」か「正常（ノーマル）」か。
- 保有している「ワクチン」の数。

ステータスは専用の個室（検査ルーム）に入ることで自分だけが確認できる（「正常+2」・「感染+0」のように表示される）。このため、自分のステータスがどうであるかを他人に証明することはできず、また他人のステータスを知ることもできない。なお、検査ルームに入っている時間に制約はない。
初期状態では2人の感染者がいるが、誰が感染者なのかは公開されない。また初期状態では誰一人ワクチンを持っていない。
2人のプレイヤーが互いの腕時計を「接触」させることで、ステータスが以下のように変化する。
- 正常者同士→2人とも正常のまま、両者ともワクチンが1つずつ増える。
- アクティブワクチン（正常者が持っているワクチンのこと）未所持の正常者と感染者 → 正常者が感染者に。感染者は感染者のまま。ワクチンの数は変わらず。
- アクティブワクチン所持者と感染者 → 正常者はアクティブワクチンを1本失った上で感染者になる。感染者はワクチンの数が変わらないまま正常者になる。
- 感染者同士 → 2人のワクチンの有無関係なく共に感染者のままで、ワクチンの数も変わらず。

なお同じ2人の組み合わせでワクチンが増えるのは1回限りで、既にワクチンを作っている組み合わせで再度接触しても数は増えない。またワクチンを持っている感染者は、腕時計のスイッチを押せば、自身のワクチンを1本失うことで正常者になることができる。
勝敗
- ゲームセットの時点で「アクティブワクチンを4本以上持っている」という条件を満たしている者が6人以上いる場合、その全員が予選突破で、残りは敗退。
- 「アクティブワクチンを4本以上持っている」という条件を満たした者が5人以下の場合、ワクチン所有本数上位6人が予選突破となる。そのため、ワクチンが3本以下でも、うまく立ち回れば勝ち目はある（もちろん、多いにこしたことは無い）。

詳細・備考
- ゲーム開始前に練習として「模擬ゲーム」を行う。模擬ゲームの成績優秀者3人には、本番の感染者選びにおいてアドバンテージが付与される（後述）。
- 初期状態の感染者は以下のように選ぶ。
  - 模擬ゲーム : ランダムに2人を「感染者」に選ぶ。
  - 本番 : 模擬ゲームの成績優秀者3人を除いた残り9人の中からランダムに2人が感染者に選ばれる。模擬ゲームの成績優秀者に与えられるアドバンテージはこれである。このアドバンテージは感染者にならないこと自体はもちろんのこと、感染者でないことが他のプレイヤーにも認知されることが最も大きい。

- 接触の際には強い光がでるので、腕時計を接触させたことを他のプレイヤーに隠すのは、他のプレイヤーがみんな接触しているどさくさに紛れない限り不可能である。
- 自分のステータスを他人に証明できないようにするため、以下のしくみが採用されている。
  - 一度つけた腕時計ははずすことができない。
  - 検査ルームには1人で入った上で施錠しないとステータスは表示されない。2人以上で入った場合はステータスは表示されずブザーが鳴る。

- 検査ルームは全部で4つしかなく、全て使われている場合は誰かが検査ルームから出て来るまでその他の人は検査ルームに入れない。
- 検査ルームのドアはかなりぶ厚く、音がこもる。このため検査ルームの外から中の人の声の主を知るのは非常に困難である。
- 正常者が腕時計のスイッチを押した場合も自身のワクチンを1本失う。ステータスは正常のまま。
- 「接触」は腕時計の突起を合わせることで起こる。
- ゲーム時間は30分を「1ピリオド」とし、10分のインターバルをはさんで3ピリオド、実質90分となっている。模擬ゲームは15分一本勝負。
- インターバルには途中経過として、「現時点での正常者と感染者の人数」が発表される。発表は人数のみで、誰が感染者なのかやワクチンの数などの具体的な情報の発表はない。また、インターバルの最中は接触を試みても何の反応もない。
- 暴力行為は目に余るものだとペナルティー5000万円。
- すでに接触したことのある組み合わせであってもそのとき正常者同士でなかった場合はまだその組み合わせでワクチンを作ってはいないので、後で両者とも正常になった際にワクチンを作れる。

#### 本戦 イス取りゲーム
概要
経営破綻したリゾート施設のある孤島にて行われる。ゲーム開始時に25個のイスが島中にバラ撒かれている。スタートの合図があったら、プレイヤーは広場にあるトーテムポールのところまで走ってこれにタッチし、その後イスのところへと走る。ただしイスには番号が付けられており、2回続けて同じ番号のイスに座ることは出来ない（1ターン以上間を空ければ以前座った椅子に座ることは許される）。スタートから10分が経過した時点でイスに座れなかった者は敗退、その場で腕時計を外される。
なお暴力行為は一切禁止されている。暴力まがいの行動をすると補助ディーラーが止めに入り、それでも継続する場合、1回につき1億円のペナルティが発生する（プレイヤーの着座や通行の妨害自体は暴力行為とみなされない）。
着座後は一旦トーテムポールへと集まり、全員での多数決による「親決め投票」を行う。ここで「親」に決まった者は、指定した番号のイスを一つだけゲームから除外することができる。
ここまでの流れを「1ピリオド」とし、最大で24回繰り返す。最後の1人が決定した時点でゲームは終了となる。
なお、予選敗退者、本戦敗退者を「ガヤ」（ガヤガヤ賑やかす役と説明されている）と呼び、暴力行為以外なら何をしてもかまわず、散歩や昼寝など自由行動を許されている。このゲームのポイントは如何にガヤに協力や妨害（味方へのイスの確保、親決め投票の固定票、敵の着座の妨害など）させるか、であり、言わば集団、派閥の形成で、これを、アキヤマは「国盗りゲーム」、事務員は（秋山・横谷・ハリモトをそれぞれ劉備・曹操・孫権に例えて）「三国志」と比喩している。
賞金
本選の参加者には本人の名前が刻まれたメダルが23枚1組で配られる。価値は1枚1億円となっている。このゲームに参加しているのは予選に敗退して「ガヤ」になった者も含めると24人。つまり、最初に貸し付けられた1億円（≒メダル1枚分）は最初から引いてある。また、敗退者の名前が刻まれたメダルはその都度無効になっていく。最終的に生き残った1人の名前のメダルだけが1枚1億円で換金できる。このメダルはゲーム中自由に利用でき、他のプレイヤーやガヤに配布することもできる。本ゲームの獲得金額の扱いが「クリア時のメダル枚数」によるものなのかは不明なので、ドロップアウトに必要な金額は不明。
詳細・備考
- 予選で装着した腕時計を、各プレイヤーの状態管理に使う。
  - 「イス取りタイム」スタートの合図として、腕時計（予選で装着した物を引き続き使用）のアラームが鳴って「GO」が表示される。
  - トーテムポールにタッチすると、「GO」が「SIT」に変化。
  - イスに座ると「SIT」が「OK」に変化。

- 「イス取りタイム」スタートの合図のアラーム音は腕時計からしか出ない特殊な音を使用しているわけではなく、他のものからでも同じ音を出せる。
- 座ったかどうかの判定は、イスに内蔵された高性能のセンサーを使う。両手と尻が一瞬でも同時にイスに接触すれば「座った」と判定され、イスのランプが点灯。そのプレイヤーの腕時計には「OK」が表示される。一度「座った」と判定されれば右手がイスに触ってさえいれば座っていることになるが、イスから右手が10秒以上離れると判定が取り消され、ランプが消える。この場合、プレイヤーの腕時計には再び「SIT」が表示される。また、説明されて無いがイスの移動は許されている。
- 親決めの多数決は、ガヤも含めた全24名による無記名投票で行う。親になれるのはプレイヤーのみで、自分にも投票可能。着座確定の5分後に行われ、その時間に投票会場に居なかった者は、その回の投票においては「棄権」とみなされる。
  - 同数1位が並んだ場合は、10分のインターバルを挟んで決選投票を行う。なお、最初の投票を棄権した人はこの決選投票も投票資格がなくなる。この決選投票でも同数の場合は、プレイヤー票とガヤ票の内訳を調べ、プレイヤー票の多いほうが勝ち。それも同数の場合は抽選で決定する。

- 本番がスタートしてから最初の1時間と、投票の後10分間はイス取りタイムはスタートしないことが保証されている。
- 第15ピリオドが終わったら一旦終了。建物の中で休んで翌日から再開する。なお、この間に建物から外に出るのは禁止されている。
- このゲームは一見イスを奪い取るだけの体力勝負のゲームに思われがちだが、実際は歴とした戦略のゲームである。例えば、舞台となる島は一周1.5kmもあるかなり広いものである上に、プレイヤーに発見されたイスは念入りに隠されるため、新規のイスを発見するのは困難を極める点（ネアルコやフォルリによると、イスを発見するペースよりも手持ちのイスを親に消されるペースの方が早いとのこと）。また尾行してイスの場所を突き止めようにも、島には木が多く追尾を振り切りやすい点など。
- 予選を突破した計18人がこの本選にエントリーしているが、予選敗退者たち（≒ガヤ）も会場に連れてこられている。
- ルールを一通り説明した後、模擬ゲームが行われる。模擬ゲームのルールは以下の通り。
  - イス取りタイムは30秒。全部で3戦行う。
  - イスの数は最初は7つで次は5つ、最後は3つである。
  - 予選で使うイスは本戦のように島中にばら撒かれてはおらず、全てトーテムポールの近くにある。使わないイスは早く座った2人がそれぞれ選択する。
  - 勝者3人には本番で3個のイスの隠し場所が画かれた地図が入った封筒が与えられる。
    - なお、封筒が与えられた時点では本戦で有利になるある物が入っているとしか説明されておらず、イス探しタイムが始まるまでは封を開けてはいけないことになっている。ただし、中を覗いてはいけないとは言われていないので、封を開けずに中を覗くのはかまわない。
    - 入っている地図および描かれたイスの隠し場所は3人とも全く同じものである。

### 敗者復活戦その3 （入札ポーカー）
基本ルール
4回戦の敗者のうちの11名が1つの会場でポーカーを行う。A会場では経営破綻したネットカフェ、B会場ではダンスホールで開催される。
各プレイヤーには手札表示・金貨残高表示・商品カタログ閲覧・競争入札機能の付いた電子タブレットが1つずつ配布され、最初に指紋登録を行う。
ゲームで使用するトランプは本物ではなく、タブレットに記された架空のトランプを52枚使う。ゲーム開始前にはどのプレイヤーもカードを持っていない状態となる。プレイヤーはカタログの商品の中から競争入札してカードを手に入れていく。
ゲームの流れは『カードセット陳列』→『競争入札』の順を1回ずつ10品分繰り返した後、『チェンジ』→『競争入札』の順を5回まで繰り返す。そうした後で、最後に全プレイヤーは手札を一斉に公開する。
手札を公開した後、11名の中で最も手札の弱い者を最下位および最下位タイとし、ゲームの敗北条件とする。
賞金と借金
貸付金はゲーム開始前に1枚100万円の価値を持つ架空の金貨が1人300枚ずつ与えられ、カードの購入や最終順位による賞金によって残高が変動する。
ただしゲーム終了後に事務所に返却しなければならない金貨は100枚なので、1人につき金貨200枚、つまり2億円の超ボーナスゲームとなる。ただし場合によってはボーナスどころかプレイヤー全体ではマイナスになる可能性もある。詳細は後述。
本ゲームを行う前に模擬ゲームがあり、それに参加した4名には金貨がさらに30枚与えられる。模擬ゲームが終わったら10枚を事務局に返済し、残りの金貨は本ゲームに持ち越せる。
手札を一斉公開した直後、手札の内容によって各プレイヤーに順位が付けられ、最下位タイの者は1人につき150枚の金貨を場に置く。1位の者は最下位の者たちが残した金貨全体のうち2/3を、2位の者は4/15を、3位の者は残りの1/15をそれぞれ受け取ることが出来る。例えば最下位タイの者が4人いた場合、まずその4人で600枚の金貨を場に置く。1位の者は400枚を受け取り、2位は160枚、3位は40枚がそれぞれの賞金となる。
ゲームの流れ
- 配札ステージ
  - ゲームが始まると商品カタログには、商品A - Jと名付けられた5枚組のカードセット8組（商品A - H）、6枚組のカードセット2組（商品I・J）の合計10組のカードセットが30分間だけ陳列される
  - プレイヤーは11人であるため、最低1人は何も落札できずに終わることになる。また、10組のカードセットはどれも1組だけでは何の役もついていないが、2組組み合わせれば何かしらの役がつくようになっている。
  - その30分が終わった時、商品Aの購入希望者は入札画面で任意の金貨の枚数を入力し、5分以内に入札をする。一度入札したらその内容を変更したりキャンセルしたりはできない。
  - 入札締め切りの時刻が来た時にディーラーが処理手続きを行い、最も高値をつけたプレイヤー1名を落札者とする。最高値をつけた者が複数居る場合、入札した時刻の最も早い者を落札者とする。
  - こうして落札者が決まったら、続いて商品Bの入札に移る。この流れをあと8回繰り返し、商品Jの落札者が決まったら次の『チェンジステージ』のステップに入る。
  - 落札者が払った金は全てディーラーに入る。つまりその分プレイヤー全体のマイナスになる。
  - そのため1人平均2億円使ってしまうとボーナスは全て消え、それ以上使ってしまうとその分マイナスとなる。このゲームの罠はここである。
- チェンジステージ
  - カード手にしたプレイヤーはその中から任意の不要なカードを選んで捨てる（受付時間は10分）。
  - 各プレイヤーが捨てたカードは登録順に商品カタログに載る。こちらも一束ごとに商品A - Kという名前が付く。
  - カードを複数枚捨てる際に1フェイズの間に望む枚数だけ捨てることが出来るが、『捨てる』行為そのものは1フェイズに付き一人一回まで。その捨てたカード群は1セットの塊となり一つの商品として陳列される。
  - 自分は商品カタログを読んで、他のプレイヤーが捨てたカードの束の中から好きな物を選んで、配札ステージの時と同じ要領で入札をする。
  - 自分の出品した商品に入札者が居なかった場合、そのカード群は出品者の手元に戻る。
  - 例えば最初に♦3 ♣5 ♣A ♥A ♠Aという商品を手にした者が♦3 ♣5を捨てたいと考える。すると♦3 ♣5の二枚組が商品カタログに掲載される。そうした後で商品カタログを読んで別のプレイヤーが捨てた♠7 ♦9 ♦Aの三枚組という商品を発見したとする。ここで競争入札をして落札すればその3枚のカードを手にすることが出来る。一方、♦3 ♣5に入札した者が居ない場合は流札となりその持ち主の手札に戻る。
  - すべての商品が落札・流札されたら次のチェンジステージに移る。
  - 5回目のチェンジステージが終わったら最後のステップ『手札の一斉公開』に入る。
  - 落札者が払った金は出品者に入る。つまりディーラーには入らないためここで金を使ってもプレイヤー全体のマイナスにはならない。
- 手札の一斉公開
  - 文字通り全員が手札を公開する。
  - 役の強さは通常のポーカーと同じで、ロイヤルストレートフラッシュ（ロイヤルフラッシュ） ＞ ストレートフラッシュ ＞ フォーカード （フォーオブアカインド）＞ フルハウス ＞ フラッシュ ＞ ストレート ＞ スリーカード（スリーオブアカインド） ＞ ツーペア ＞ ワンペア ＞ ブタ（ノーペア）の順に強い。なお、ジョーカーがないためファイブオブアカインドになることはありえない
  - 手札を4枚以下しか持っていない者は内容がどうであれブタである。一方手札を6枚以上持っている者は、そのカード群の中から最強の役になる5枚が自動的に選ばれ公開される。
  - こうして手札の強さでプレイヤーに順位が付けられ、ブタを手にした全てのプレイヤーが敗者、そうでない者が勝者となる（52枚のトランプを11人で使うので、必ずブタを手にする者が出てくるため。）。
  - 同じ役の者が複数いた場合は正式なポーカーのルールと同様にカードの内容によって序列をつける。ただしブタだけは例外で序列をつけず、全員最下位扱いとなる。数字の序列はAが最も強く、以下K,Q,J,T,9,…となり2が一番弱い。ただしAは基本的に『14』の強さを持つが、そのオーナーが2よりも弱い『1』として扱っても良い。
  - 同数複数枚組系の順位のつけ方は、先ず手札の中で役になっている部分で強い方の部分の数字のランクの大きさを比べ、高い方の順位が上となる。それが同じであれば弱い方の部分を比べる。役になっている部分で決着がつかなかったらキッカーカードの数字の中で最も強いもので比較する。それもまた同じであれば2番目に強いキッカーカードを比べ、さらにそれも同じなら3番目を比べる。キッカーカードまで比べても決着がつかなかったら役になっている部分で強い方の部分で♠を持っている方が上位となる。
  - ツーペア同士では先ず高いランクのペアを比べて、それも同数なら低いランクのペアの大小を比較し、それでも同数であればキッカーカードの大きさで決着を付ける。それでも決着がつかなかったら高いランクのペアで♠を持っている方が上位となる。
  - フルハウス同士では同数3枚組のランクで比較する。
  - ストレート系とフラッシュ系の場合は先ず最も数字のランクの高いカード同士を比較し、それが同じであれば2番目に大きなランクを比較する。それでも決着がつかなければ以降、3番目、4番目、5番目の順にこの手順を繰り返す。そこまで比べてもなお決着がつかなかったら最も数字のランクの高いカードのスートの強さ（多分素肌クラブ）で決着をつける。なお、例外としてA-2-3-4-5のストレートの場合、Aを2よりも弱い数字とみなし、2-3-4-5-6のストレートにも劣るものとする。
  - その後で賞金の移動を行い、マネーの精算が済んだらゲームは終了となる。勝者は5回戦に進むかドロップアウトするのかを選択し、敗者は強制的にトーナメントから抜けさせられる。　
  - プレイヤー全体で収支がプラスになるボーナスゲームであることは今までの敗者復活戦と同様だが、この敗者復活戦はボーナスの額の大きさもさることながら、確実に自分の収支をプラスにする方法があるのが最大の特徴である。配札ステージ、チェンジステージ共に何も落札せず放置した場合、当然ブタとなり最下位・敗退となるが、最初に3億円得られるのに対し失うのは勝者への賞金1億5000万円と事務所への返却1億円の合計2億5000万円であるため、差し引き5000万円の利益となる。そのため、ゲームに参加しないで確実に5000万円得るという戦略も効果的である。
  - ただしこの手が使えるのは負債を抱えていないか5000万円以下である場合のみである。億単位の負債を抱えている場合、この手を使って5000万円得ても負債を清算することはできず、負債を抱えたままトーナメントから抜けることになるため、何としてでも勝つか負債を清算できるだけの額を稼ぐ必要があるため、配札ステージから目の色を変えて落札に走ることになり、その後のチェンジステージでも役をつけるか金を稼ぐために手を尽くす必要がある。

### 決勝戦
参加者は19人。ここでは金銭の奪い合いをする前にプレイヤーに整理番号を決めさせて、その後で4人1組のチームを作る。そうした後で本戦を開始する。
試合開始前に1人1つずつ電子タブレットが配布される。このタブレットは重要度の高い操作をする際に指紋認証をしなければならない。重要度の低い操作に関しては誰の指でも認識するように出来ている。

#### 整理番号決定段階 合作アミダクジ
ルール
各プレイヤーに渡された電子タブレットに縦線が19本だけ引かれた未完成のあみだくじの画面が表示される。縦線の真下には左から順に1から19までの整理番号が公開されている。
プレイヤーは望む箇所に横線を10本引き、それを終えたら任意の縦線の天辺をタップする。
任意に引いた10本の横線はジャッジに送信するまでは公開されることがなく、また相手プレイヤーが引いた横線もタブレット画面上では見られない。
縦線の天辺を取るのは早い者勝ちで、そこがその人物のあみだのスタートとなる位置である。他人のスタート位置は横線を引く段階では匿名で表記される。
こうして一人一人が自由に作ったあみだくじの画像データを19人分重ね合わせて、190本の横線が引かれたあみだくじが完成される。これによりプレイヤーの整理番号が決定する。
このアミダクジはライアーゲーム事務局が用意しているものではなく、プレイヤーたちが作るものであるため、分岐点で左右どちらに進むかは等確率である。そのため、選んだ場所の真下に到達する可能性が最も高く、選んだ場所の真下から離れた場所ほど到達する可能性は低くなる。

#### チーム編成段階 人間オークション
ルール
各プレイヤーには3億円ずつが貸し付けられ、それを使ってチームを組みたいプレイヤーを競り落としていく。
整理番号1から順にステージに上がり、それ以外の人は「この人とチームを組みたい」かどうかを判断して、10分以内に1000万円単位で入札していく（一度入札したらキャンセルできない）。
入札は全てタブレットで行われ、最終決定は指紋認証でもって行われるが、それ以外の操作は誰でもできる。そのため、入札を拒む人からタブレットを奪い取り、指紋認証だけ無理やりやらせれば強制入札させることもできる。
時間が来た時点で最高額をつけた人が、そのプレイヤーを落札し、即座にチームとなる。なお、落札された側は気に入らないプレイヤーとチームを組むことになっても拒否することはできない。そのため、1人ぼっちを貫き通し敗退しようと思ってもなかなかうまくいかない。
チームで入札する場合は、メンバーの合計金額で入札する。
つまり、メンバーがたくさんいる方が有利である。
落札したら5人以上になる組には入札できない。
整理番号19まで行ったら、また1に戻って続きを行う（チームの場合は最も整理番号が若い人が含まれるチームとなる）。
最大5巡行うか、4人組が4チームできたらゲームセット。
あぶれてしまった3人はここで敗退となり、貸し出した3億円を返済する必要があるのはもちろんのこと、特別ペナルティとして1人2億円ずつ払わなければならない。この合計6億円は優勝チームがもらう賞金になる。
2億円以上の収益があるプレイヤーは、あえてここで敗退すれば負債を抱えることなくゲームを抜けられ、下手に通過してしまう方が負債を抱えることになるリスクがある。しかしライアーゲームに参加するような人は大金を手に入れるチャンスがあるのならそちらを選ぶような人ばかりであるため彼らに敗退をお願いしてもなかなか受諾してもらえない。

#### 最終決戦 四国志ゲーム
ルール
人間オークションを勝ち抜いた4組16人だけで行われる団体戦。チームが先に出来た順にそれぞれ『魏（秋山曰く、鬼に委ねる国）』『呉』『蜀』『倭（秋山曰く、人に委ねる国）』の4ヶ国に配属される。
会場は同じ館内の別室である、8つの池がある正方形の広間で行われる。その四隅には各国の司令塔がありLP（ライフポイント）が表記されている。
プレイヤーは100持っているLPを使って攻防を行い、0になった国は脱落。所持金（スタート時点では個人差はあるがチームごとの総額は12億円ずつ）全額を没収される（もちろん返済も迫られる）。3ヶ国が脱落するまで攻防は続き、最後に残った1ヶ国が優勝。優勝賞金として54億円（敗退した3ヶ国12人から没収した所持金全額48億円＋人間オークション敗退者が払った6億円）を総取り出来る。
まず、チーム内で「ボス」を決め（決め方は後述）、そのボスが「司令官」を任命する（ボス自身は司令官にはなれないが、ボスの座を譲ることは可能）。司令官は司令塔の中に1人で入り、タッチパネルを使って作戦行動を入力する。作戦行動はそれぞれの国に対し「攻撃」や「防御」を行うもので3×2＝6通りのうち3つまで実行できるが、1つ実行するごとに1LP消費する。
20分間の作戦タイムが終わるとディーラーの合図で「決戦」が行われ一斉に作戦行動を公開。攻撃されていて、防御していなければ3LPのダメージを受け、逆に防御していればその攻撃は無効になる（攻撃・防御の演出はプロジェクションマッピングを利用している）。
全チームの作戦行動を処理したら1ラウンド終了。再び作戦タイムに移る。作戦タイムには他のチームに対し、交渉を持ちかけてもかまわない。
同じラウンドで同時にLPが0になった場合については、作戦実行による消費を優先し、互いに攻撃しあって0になった場合、先に入力した方を優先する。
ボスの決め方は、各チームで個人戦を行い、1位になった者がボスになる。
実はこのゲームには大きな欠陥がある。それは生き残っているチームのLPが全て1になると、行動を起こした瞬間にそのチームの敗北が決定するため、全チーム行動を起こせなくなりゲームが膠着してしまうことである。

## 書誌情報

### 漫画本編
- 甲斐谷忍 『LIAR GAME』 集英社〈ヤングジャンプ・コミックス〉、全19巻
  1. 2005年9月21日第1刷発行（9月16日発売[集 1]）、ISBN 4-08-876855-8
  2. 2006年1月24日第1刷発行（1月19日発売[集 2]）、ISBN 4-08-877024-2
  3. 2006年10月24日第1刷発行（10月19日発売[集 3]）、ISBN 4-08-877151-6
  4. 2007年5月23日第1刷発行（5月18日発売[集 4]）、ISBN 978-4-08-877273-8
  5. 2007年9月24日第1刷発行（9月19日発売[集 5]）、ISBN 978-4-08-877328-5
  6. 2007年12月24日第1刷発行（12月19日発売[集 6]）、ISBN 978-4-08-877369-8
  7. 2008年9月24日第1刷発行（9月19日発売[集 7]）、ISBN 978-4-08-877509-8
  8. 2009年1月24日第1刷発行（1月19日発売[集 8]）、ISBN 978-4-08-877581-4
  9. 2009年8月24日第1刷発行（8月19日発売[集 9]）、ISBN 978-4-08-877703-0
  10. 2009年11月9日第1刷発行（11月4日発売[集 10]）、ISBN 978-4-08-877769-6
  11. 2010年2月24日第1刷発行（2月19日発売[集 11]）、ISBN 978-4-08-877805-1
  12. 2010年5月24日第1刷発行（5月19日発売[集 12]）、ISBN 978-4-08-877851-8
  13. 2010年9月22日第1刷発行（9月17日発売[集 13]）、ISBN 978-4-08-879026-8
  14. 2012年2月29日第1刷発行（2月24日発売[集 14]）、ISBN 978-4-08-879224-8
  15. 2012年11月24日第1刷発行（11月19日発売[集 15]）、ISBN 978-4-08-879475-4
  16. 2013年5月22日第1刷発行（5月17日発売[集 16]）、ISBN 978-4-08-879547-8
  17. 2014年9月24日第1刷発行（9月19日発売[集 17]）、ISBN 978-4-08-890013-1
  18. 2014年12月24日第1刷発行（12月19日発売[集 18]）、ISBN 978-4-08-890062-9
  19. 2015年4月22日第1刷発行（4月17日発売[集 19]）、ISBN 978-4-08-890144-2

### その他
- 「LIAR GAME roots of A 甲斐谷忍 短編集」2008年7月18日、ISBN 978-4-08-877476-3
- 「愛蔵版コミックス LIAR-GAME／Invitation」2009年11月、ISBN 978-4-08-782252-6

## 韓国版テレビドラマ
2014年、漫画作品の版権を取得してリメイク作品が制作された。日本ではフジテレビで2018年1月16日から4月3日までMナイト枠で放送された。

### キャスト
原作と同名の登場人物については、#登場人物を参照。
- ハ・ウジン - イ・サンユン
- ナム・ダジョン - キム・ソウン
- カン・ドヨン - シン・ソンロク

- ク・ジャヨン - チェ・ユンソ
- ウジンの母 - キム・ヨンエ

- チョ・ダルク - チョ・ジェユン
- ダジョンの父 - オム・ヒョソプ

- イ・ユンジュ - チャ・スヨン
- チャン局長 - チェ・ジノ

- ヒョン先生 - キム・イクテ ＊1回戦で登場
- オ・ジョンア / ジェイミー - イ・エル ＊同
- キム・ボングン補佐官 - チャン・スンジョ ＊同
- チョン・ヨンチョル / ブルドッグ - イ・チョルミン ＊同
- チョン・ヨンス課長 - パク・ノシク ＊同
- コ・チャニョン弁護士 - イ・ヘヨン ＊同
- チェ・ソンジュン - イ・シフ ＊同
- ク・インギ - パク・チェフン ＊同
- ホン・インスク / ピッピ導師 - キム・ソンファ ＊同

## 舞台
2023年公演は、『LIAR GAME murder mystery』のタイトルで、2023年3月7日から12日に飛行船シアターで上演された。
2024年公演は、LIAR GAME murder mystery『爆発廃工場 〜犯人の挑戦状〜』『首切りホテル 〜最後の夜宴〜』のタイトルで、2024年6月11日から16日に飛行船シアターで上演予定。

### 2023年公演
キャスト
| 3月7日                                                           | 3月8日                                                          | 3月9日                                                               | 3月10日                                                                                              | 3月11日                                                    | 3月12日                                                                                       |
| ---------------------------------------------------------------- | --------------------------------------------------------------- | -------------------------------------------------------------------- | --- | ---------------------------------------------------------- | --------------------------------------------------------------------------------------------- |
| 礒部花凜 小泉萌香 西葉瑞希 佐藤日向 船戸ゆり絵 星守紗凪 吉宮瑠織 | 天木じゅん 大和田南那 空野青空 中川美音 花奈澪 水野絵梨奈 Leola | 石井陽菜 石飛恵里花 河内美里 白石まゆみ 中村裕香里 林田真尋 藤井彩加 | 蒼井翔太 浅沼晋太郎 神尾晋一郎 坂田将吾 少年T 高木俊 榊原優希（昼公演のみ） 西山宏太朗（夜公演のみ） | 青木莉樺 岡本彩夏 日高優月 鎌田菜月 谷真理佳 林美澪 原優寧 | 明坂聡美 井澤巧麻 谷口賢志 富田翔 松崎史也 吉本実憂 安元洋貴(昼公演のみ) 岩田陽葵(夜公演のみ) |

- 総司会 - 青木たつや

スタッフ
- ゲーム企画・監修 - 眞形隆之
- 脚本 - 眞形隆之／しゃみずい
- 演出 - 扇田賢

### 2024年公演
キャスト
| 6月11日                                             | 6月12日                                                 | 6月13日                                                     | 6月14日 | 6月15日                                                   | 6月16日                                                                                      |
| --------------------------------------------------- | ------------------------------------------------------- | ----------------------------------------------------------- | --- | --------------------------------------------------------- | -------------------------------------------------------------------------------------------- |
| 木戸衣吹 桑原由気 渕上舞 峯田茉優 結名美月 優木かな | 逢田梨香子 茜屋日海夏 天野聡美 関根瞳 高橋花林 反田葉月 | 工藤晴香 小岩井ことり 相良茉優 芝崎典子 涼本あきほ 和久井優 | 飯塚麻結 内山悠里菜 鷹村彩花 松田彩希（昼公演のみ） 緒方佑奈（夜公演のみ） 守屋亨香 山口愛（昼公演のみ） 村上まなつ（夜公演のみ） | 河野ひより 進藤あまね 立花日菜 安野希世乃 山根綺 幸村恵理 | 浅沼晋太郎 伊東健人 神尾晋一郎 榊原優希 駒田航（昼公演のみ） 武内駿輔（夜公演のみ） 保住有哉 |

- 進行役 - 青木たつや

スタッフ
- 脚本：渡邊仁／眞形隆之
- 演出：扇田賢

## 盗作騒動
韓国tvNで放送されたバラエティ番組The Geniusが、日本制作のテレビドラマを盗作したものという疑惑が浮上した。同局では正式に版権を取得の上リメイクされたドラマが放送予定であったために問題となり、The Genius側の制作・演出担当者が記者会見で「参考資料として利用した」と釈明している。